# クリスチャン・ド・ポルザンパルク
クリスチャン・ド・ポルザンパルク（ポールザンパール、ポルトザンパルク）（Christian de Portzamparc [kʁistjɑ̃ də pɔʁtzɑ̃paʁk]、1944年5月9日 - ）は、仏領モロッコ・カサブランカ生まれのフランス人建築家。都市計画家。なお彼の妻エリザベート・ドゥ・ポルトザンパルク（ポールザンパール）も建築家。都市計画家である。
代表作に『シテ・ド・ラ・ミュージック（音楽都市）』、『エルジェ美術館』などがあり、画家としての一面を活かし、『ルクセンブルク・フィルハーモニック・ホール』のように立体と色の創作により詩的な風景を作り出す建築を多く作っている。

## 略歴
- 1969年 エコール・デ・ボザール卒業
- 1970年 クリスチャン・ド・ポルザンパルク（ポールザンパール）設計事務所設立
- 1994年、フランス人として初めてプリツカー賞を受賞
- 2018年、高松宮殿下記念世界文化賞を受賞
- その他建築に関する受賞多数。

## 作品等
- リロンド庭園都市開発・2つのモンペリエブロックの建設 1991年-2009年[要出典]
- パリ・マッセナ地区 (Quartier Masséna) 都市開発（パリ13区ガール地区及びメゾン＝ブランシュ地区、1995年-2009年）
- シテ・ド・ラ・ミュージック（音楽都市 パリ19区ラ・ヴィレット公園、1995年12月）
- ナント・ラプレーリーオーデュック住宅地開発（2004年-2008年）
- ボルドー・バスティード住宅地開発（2004年-2008年）
- ボルドー・デシャンライトバンク都市開発（2008年-2015年）
- ネクサスワールド クリスチャン・ド・ポルザンパルク棟（福岡県福岡市、1991年）
- フィルハーモニー・ルクセンブルク
- パーク・アヴェニュー・タワー（ニューヨークマンハッタン区）
- ナンテールパリオペラ座7舞踊学校（1983年-1984年）